# André Watts
André Watts (* 20. Juni 1946 in Nürnberg, Deutschland; † 12. Juli 2023 in Bloomington, Indiana, Vereinigte Staaten) war ein US-amerikanischer klassischer Pianist und Professor an der Jacobs School of Music der Indiana University Bloomington.

## Leben und Wirken
Watts wurde in Nürnberg als Sohn der ungarischen Pianistin Maria Alexandra Gusmits und des US-amerikanischen Offiziers Herman Watts geboren.
Seine frühe Kindheit verbrachte er in Europa und lebte meist auf Stützpunkten, auf denen sein Vater stationiert war. Mit vier Jahren begann er Violine spielen zu lernen, entschied sich aber mit sechs Jahren für das Klavier. Als er acht Jahre alt war, zog die Familie berufsbedingt nach Philadelphia (Pennsylvania, USA). Seine Mutter unterrichtete ihn in Klavier, und da ihm das Üben keinen Spaß bereitete, versuchte seine Mutter ihn mit Geschichten über den Pianisten und Komponisten Franz Liszt zu motivieren. Watts fand Gefallen an Liszt und wurde durch dessen dramatischen Spielstil beeinflusst. Seinen ersten Wettbewerb bestritt er im Alter von 9 Jahren, um die Chance zu bekommen, mit dem Philadelphia Orchestra ein Kinderkonzert zu spielen. Im Wettbewerb trat er mit einem Stück von Joseph Haydn an und gewann. Mit 10 Jahren führte er mit dem Robin Hood Dell Orchestra Felix Mendelssohn Bartholdys Klavierkonzert Nr. 1 auf, mit 14 Jahren César Francks Symphonische Variationen mit dem Philadelphia Orchestra. Mit 16 hatte er am 12. Januar 1963 sein Debüt bei den New Yorker Philharmonikern unter der Leitung von Leonard Bernstein mit Liszts Klavierkonzert Nr. 1 in Es-Dur bei einem Young People’s Concert in der Philharmonic Hall. Wenige Wochen später sprang er mit demselben Werk kurzfristig für den erkrankten Glenn Gould ein. Für sein erstes Album The Exciting Debut of André Watts, das Columbia Records 1963 herausbrachte, erhielt er den Grammy als meistversprechender Künstler der klassischen Musikszene („Most promising new classical recording artist“). 1969 spielte Watts bei der Amtseinführung von Präsident Richard Nixon. Im Jahr 1969 hatte er ein umfassendes Konzertprogramm, das drei Jahre im Voraus gebucht war. Watts gab sein Boston-Debüt 1969 für die Peabody Mason Concert-Reihe. Er unterzeichnete 1969 einen Exklusivvertrag mit Columbia Masterworks Records, der 1977 endete. 1972 schloss er sein Bachelor-Studium in Musik am Peabody Institute ab, wo er vom Pianisten Leon Fleisher unterrichtet worden war.
1976 wurde sein Konzert unter dem Titel Live from the Lincoln Center vom Fernsehsender PBS live übertragen. Es wurde das erste Klavierrecital in der Geschichte des amerikanischen Fernsehens, das nationalweit zur Hauptsendezeit, live und in voller Länge ausgestrahlt wurde.
Ab 2004 unterrichtete er als Professor an der Jacobs School of Music der Indiana University Bloomington.
Im Juli 2016 wurde bei Watts Prostatakrebs diagnostiziert, und er starb daran am 12. Juli 2023 im Alter von 77 Jahren in Bloomington (Indiana). Er war ab 1995 verheiratet und hatte zwei Stiefkinder.

## Auszeichnungen
- 1964: Grammy Award für den besten neuen klassischen Pianisten[5]
- 1973: Musical America’s Musician of the Month.[16]
- 1988: Avery Fisher Prize[6]
- 2012: National Medal of Arts[17]
- 2017: Mitglied der American Academy of Arts and Sciences[18]
- 2020: Mitglied der American Philosophical Society[19]